# Stadnica
Stadnica (niem. Wilhelmshof) – kolonia w Polsce, w województwie warmińsko-mazurskim, w powiecie gołdapskim, w gminie Banie Mazurskie, należąca do sołectwa Wróbel.
W latach 1975–1998 miejscowość należała administracyjnie do województwa suwalskiego.

## Nazwa
28 marca 1949 r. ustalono urzędową polską nazwę miejscowości – Stadnica, określając drugi przypadek jako Stadnicy, a przymiotnik – stadnicki.